# Міхалув (Каліський повіт)
Міхалув (пол. Michałów) — село в Польщі, у гміні Желязкув Каліського повіту Великопольського воєводства.
У 1975-1998 роках село належало до Каліського воєводства.